# Bédarrides
Bédarrides is een gemeente in het Franse departement Vaucluse (regio Provence-Alpes-Côte d'Azur) en telt 5021 inwoners (2004). De plaats maakt deel uit van het arrondissement Avignon.

## Geografie
De oppervlakte van Bédarrides bedraagt 24,8 km², de bevolkingsdichtheid is 202,5 inwoners per km².
Grote steden in de buurt zijn Avignon, Carpentras, Orange, en Sorgues.
De onderstaande kaart toont de ligging van Bédarrides met de belangrijkste infrastructuur en aangrenzende gemeenten.

## Demografie
Onderstaande figuur toont het verloop van het inwonertal (bron: INSEE-tellingen).